# 札幌徳洲会病院
札幌徳洲会病院（さっぽろとくしゅうかいびょういん）は、札幌市厚別区にある民間病院。

## 概要
医療法人徳洲会10番目の病院であり、北海道内初の徳洲会病院として開院。年中無休24時間営業をしている。「24時間365日オープン」のもと救急医療を得意としており、北海道内初となる「外傷センター」を開設している。また、「北海道がん診療連携指定病院」の指定を受けてがん診療にも積極的に取り組んでいる。

## 沿革
- 1983年（昭和58年）：「札幌徳洲会病院」（白石区栄通18丁目4-10）開院[7]。
- 1988年（昭和63年）：院内保育園開設[7]。
- 2007年（平成19年）：外傷センター（現在の「北海道整形外科外傷センター」）開設[7]。
- 2012年（平成24年）：厚別区大谷地東に病院移転（院内保育園も移転）[7][8][9]。

## 機関指定
| 労災保険指定医療機関       | 臨床研修指定病院             |
| 臨床修練指定病院           | 卒後臨床研修評価機構認定病院 |
| 北海道がん診療連携指定病院 |                              |

## 診療科等
診療科
- 救急科
- プライマリーセンター
- 消化器科
- 循環器内科
- 呼吸器科
- 腎臓科
- 外科
- 乳腺外科
- 整形外科
- 外傷センター
- 小児科
- アレルギー科
- 産婦人科
- 皮膚科
- 眼科
- 耳鼻咽喉科
- 麻酔科
- 形成外科
- 放射線科
- 脳神経外科
- IBD（炎症性腸疾患）センター
- 歯科・歯科口腔外科

専門外来
- 鼠径ヘルニア専門外来
- 小児鼠経ヘルニア専門外来
- 下肢静脈瘤専門外来
- 乳腺外科外来

部門
- リハビリテーション科
- 放射線部門
- 薬剤部門
- 臨床工学部門
- 栄養管理室
- 透析部門
- 検査室（臨床検査部門）
- 検査室（病理部門）
- 検査室（生理部門）
- 臨床試験センター
- サービス向上委員会
- NST委員会
- 看護部
- 医療福祉連携室

## 施設認定
| 日本老年医学会認定施設                                          | 日本超音波学会超音波専門医研修施設                    |
| 日本内科学会認定医制度教育病院                                  | 日本透析学会認定教育関連施設                          |
| 日本外科学会外科専門医制度修練施設（関連施設）                  | 日本脳卒中学会専門医認定制度研修教育病院              |
| 日本整形外科学会専門医制度研修施設                              | 日本IVR学会専門医修練認定施設                         |
| 日本救急医学会救急科専門医指定施設                              | 日本小児科学会専門医研修病院                          |
| 日本小児科学会小児科専門医研修施設                              | 日本手外科学会基幹研修施設                            |
| 日本麻酔科学会麻酔科認定施設                                    | 日本消化器がん検診学会指導施設                        |
| 日本眼科学会専門医制度研修施設                                  | 日本病理学会登録施設                                  |
| 日本耳鼻咽喉科学会専門医研修施設                                | 日本病態栄養学会栄養管理・NST実施施設                 |
| 日本医学放射線学会放射線科専門医修練機関                        | 日本静脈経腸栄養学会NST（栄養サポートチーム）稼働施設 |
| 日本プライマリ・ケア連合学会（後期研修プログラムVer.2）認定施設 | 日本栄養療法推進協議会NST稼働施設                     |
| 日本消化器病学会専門医制度認定施設                              | 日本消化器内視鏡学会指導施設                          |
| 下肢静脈瘤に対する血管内レーザー焼灼術の実施基準による実施施設  | 日本消化器外科学会専門医制度指定修練施設（関連施設）  |
| 日本血液学会認定血液研修施設                                    | 日本感染症学会研修施設                                |

## アクセス・駐車場
国道12号・国道274号（札幌新道）沿いに位置している。
- 札幌市営地下鉄東西線大谷地駅から徒歩約7分
- ジェイ・アール北海道バス空知線「北星大学通」バス停下車
- 駐車場：205台

## 関連施設
- 札幌東徳洲会病院
- 札幌南青洲病院
- 共愛会病院
- 帯広徳洲会病院
- 日高徳洲会病院
- 介護老人保健施設 徳州苑なえぼ
- 特別養護老人ホーム コスモス苑
- 介護老人保健施設 コスモス
- 徳州苑しろいし（新築移転した後の旧札幌徳洲会病院の建物を改修して2013年9月に開業）